# Walerija Nowodworska
Walerija Iljiniczna Nowodworska (ros. Валерия Ильинична Новодворская; ur. 17 maja 1950 w Baranowiczach, zm. 12 lipca 2014 w Moskwie) – radziecka dysydentka, opozycjonistka i publicystka, współzałożycielka partii Sojusz Demokratyczny.

## Życiorys
W 1969 została aresztowana, gdy zorganizowała nielegalną grupę studencką jako 19-letnia studentka I roku Instytutu Języków Obcych im. Maurice’a Thoreza w Moskwie. Na forum grupy dyskutowano m.in. o konieczności zbrojnego powstania przeciwko systemowi komunistycznemu. Obok organizacji grupy studenckiej rozrzucała na Kremlu ulotki potępiające agresję Związku Radzieckiego na Czechosłowację. Po aresztowaniu, gdy z okna więzienia w Lefortowie wyrzuciła 40 ulotek zrobionych ze skrawków papieru wydawanego do toalety, zajęli się nią sowieccy „psychiatrzy”. Zamknięto ją w klinice psychiatrycznej na dwa lata z diagnozą schizofrenii pełzającej. To błyskawicznie przyniosło widoczny efekt: w wieku 21 lat była już siwą kobietą, z trudem mogącą się poruszać.
W latach 1977–1978 próbowała założyć podziemną partię polityczną, która walczyłaby z KPZR. W maju 1988 Nowodworska była wśród założycieli Sojuszu Demokratycznego.
Nowodworska w latach 1978–1991 organizowała liczne wiece opozycyjne, za co zatrzymano ją 17 razy. Trafiła do więzienia w sierpniu 1991 podczas moskiewskiego puczu. Na wolność wyszła 23 sierpnia. Po odzyskaniu wolności włączyła się do polityki.
We wrześniu 1993 poparła dekret Borysa Jelcyna o rozwiązaniu Rady Najwyższej. Rozwiązanie Rady doprowadziło do walk ulicznych w Moskwie. Podczas nich Nowodworska organizowała wiece poparcia dla prezydenta Rosji. W 1994 Nowodworska znalazła się wśród założycieli Demokratycznego Wyboru Rosji.
W grudniu 2006 Walerija Nowodworska przyznała, że największym sukcesem pokomunistycznej Rosji była próba samooczyszczenia podczas rządów Borysa Jelcyna oraz stworzenie instytucji wolności słowa. Według niej największą porażką było zaś dojście do władzy Władimira Putina.
W sierpniu 2008 opowiedziała się po stronie Gruzji podczas wojny w Osetii Południowej. Konsekwentnie krytykowała wojny z Czeczenią.
12 lipca 2014 zmarła. Prezydent Rosji Władimir Putin złożył kondolencje rodzinie i bliskim Nowodworskiej.

## Odznaczenia
- Krzyż Kawalerski Orderu Wielkiego Księcia Giedymina (Litwa, 2008)[5]